# Chikoto Mohamed
Chicoto Mohamed, né le 28 février 1989 à Parakou au Bénin, est un footballeur professionnel nigérien évoluant au poste de défenseur à l'AS Pagny-sur-Moselle.

## Biographie
Né à Parakou au Bénin, il part pour Aguié au Niger comme enfant. C'est là-bas qu'il touche ses premiers ballons, au club local Aguié FC.